# 心叶五叶参
心叶五叶参（学名：Pentapanax subcordatus）是五加科五叶参属的植物。分布在印度以及中国大陆的云南等地，目前尚未由人工引种栽培。